# 76-та гвардійська повітрянодесантна дивізія (СРСР)
76-та гвардійська повітрянодесантна Чернігівська Червоноправпорна дивізія (76 гв. ПДД, в/ч 07264) — військове з'єднання Повітрянодесантних військ Радянського Союзу чисельністю у дивізію, що існувало у 1939—1992 роках.
Брала участь у боях Другої світової війни.
У 1992 році, після розпаду СРСР, дивізія увійшла до складу Збройних сил РФ.

## Історія

### Радянсько-німецька війна
В ході радянсько-німецької війни брала участь в таких операціях:
- Оборона Одеси
- Оборона Севастополя
  - Керченсько-Феодосійська десантна операція
- Сталінградська битва
- Битва на Курській дузі
- Битва за Дніпро
- Операція «Багратіон»
- Східно-Померанська операція

Герої Радянського Союзу
- Лактіонов Пантелій Борисович (1922—1944).

### Розпад СРСР
У 1992 році, після розпаду СРСР, дивізія увійшла до складу Збройних сил РФ.

## Підпорядкування
- Північно-Кавказький військовий округ
- Приморська армія
- 44-та армія
- 51-ша армія
- 64-та армія
- Резерв Ставки ВГК
- Західний фронт
- Брянський фронт
- 2-й гв. стрілецький корпус
- 114-й стрілецький корпус
- 96-й стрілецький корпус
- ПДВ СРСР

## Склад
Раніше до складу дивізії входили:
- 237-й гвардійський парашутно-десантний Торунський Червонопрапорний полк
- 239-й гвардійський стрілецький Гданський Червоного прапора полк (раніше — 716-й стрілецький полк) — розформований в 1946 році

## В масовій культурі
Частини дивізії згадуються в романі Тома Кленсі «Червоний шторм підіймається», де вони беруть участь в операції «Полярна слава» — радянському вторгненні до Ісландії. 234-й полк дивізії приховано переміщується, сховавшись у вантажному відсіку торговельного судна «Юліус Фучик».